# Eric Elmosnino
Éric Elmosnino (ur. 2 maja 1964 w Suresnes) – francuski aktor.
Ukończył Conservatoire national supérieur d’art dramatique (CNSAD) w Paryżu. Debiutował w komedii À nous les garçons (1985) u boku Francka Dubosca, a następnie zagrał w filmie Dusza (États d’âme, 1986). Do 1992 roku, koncentrował się przede wszystkim na rolach scenicznych, na przemian grając w klasycznych utworach napisanych przez takich twórców jak William Szekspir, Molier (Szelmostwa Skapena) czy Alfred de Musset (Nie igra się z miłością).
Po występie w filmie Tableau d’honneur (1992), stopniowo stał się kluczową postacią na paryskiej scenie teatralnej. Jego występy przyniosły mu nagrodę Molière jako teatralne objawienie za rolę w sztuce Georga Büchnera Leonce i Lena (2002) i dwa razy był nominowany w 2005 do nagrody Moliera dla najlepszego aktora oraz dla aktora w roli drugoplanowej.
Za kreację Serge’a Gainsbourga w dramacie biograficznym Joanna Sfara Gainsbourg (Gainsbourg, vie héroïque, 2010) otrzymał nagrodę Cezara dla najlepszego aktora, uhonorowany został nagrodą na Cabourg Film Festival oraz zdobył dwie nagrody Etoiles d’Or.
Z kolei rola Pana Thomassona w komediodramacie Rozumiemy się bez słów (La famille Bélier, 2014) przyniosła mu nominację do Cezara dla najlepszego aktora w roli drugoplanowej.

## Filmografia
- 1985: À nous les garçons jako Tony
- 1986: États d'âme
- 1992: Tableau d'honneur jako Christian Ribet
- 1994: Le Colonel Chabert jako Desroches
- 1996: Bernie jako sprzedający wideo
- 1997: Le Sujet jako Antoine
- 1999: La vie ne me fait pas peur
- 1999: Fin août, début septembre jako Thomas
- 2001: 15 août jako Yann
- 2001: Liberté-Oléron jako Sergio mechanik
- 2003: Vert paradis jako Serge
- 2010: Gainsbourg (Gainsbourg, vie héroïque) jako Serge Gainsbourg
- 2013: Hôtel Normandy jako Jacques Delboise
- 2014: Rozumiemy się bez słów (La famille Bélier) jako pan Thomasson